# Záhradnianska brázda
Záhradnianska brázda je geomorfologický podcelek Beskydského predhoria. Nachází se v západní části celku, severovýchodně od Prešova.

## Vymezení
Podcelek leží na západním okraji Beskydského předhůří a v rámci celku sousedí na východě s Hanušovskou pahorkatinou. Na severu území vymezuje Ondavská vrchovina, okrajově i pohoří Čergov, západním směrem leží Spišsko-šarišské medzihorie s podcelky Šarišské podolie a Stráže. V jižní části sousedí Toryská pahorkatina (podcelek Košické kotliny) a Slanské vrchy s podcelkem Šimonka.

## Osídlení
Území Záhradnianské brázdy je středně hustě osídlené, nevyskytuje se zde žádné město. V údolích potoků jsou většinou menší obce s několika sty obyvateli.

## Doprava
Údolím Ladianky vede silnice I/18 (Prešov - Vranov nad Topľou) a železniční trať Prešov - Humenné. Východním okrajem území vede silnice I/21 do Svidníka, střední částí vede silnice a železnice do Bardejova.